# Děvín (Pavlovské vrchy)
Děvín je nejvyšším vrcholem Pavlovských vrchů, Mikulovské vrchoviny i celých Jihomoravských Karpat. Vrchol dosahuje výšky 550 m n. m. Dříve uváděná výška 554 m n. m. se vztahuje k trigonometrickému bodu, umístěnému na čtyřmetrovém pilíři.
Vypíná se nad Novomlýnskou nádrží, 7 km severně od Mikulova. Je to podlouhlý hřeben se dvěma vrcholy. Na vyšším se nachází asi 57 metrů vysoký televizní vysílač a na nižším zřícenina hradu Děvičky (Dívčí hrady). Celý Děvín s oběma vrcholy i s vedlejším kopcem Kotel leží na území národní přírodní rezervace Děvín a také širšího území CHKO Pálava, která chrání nejcennější biotopy vápencových kopců Pavlovských vrchů.

## Přístup
Přes Děvín vede červeně značená turistická cesta mezi obcemi Klentnice a Dolní Věstonice, kterou kopíruje i naučná stezka Děvín. Na samotný vrchol vede zeleně značená odbočka z naučné stezky.
Z vrcholu je za jasného počasí vidět až ke 40 km vzdálenému Brnu a také na Velkou Javořinu (970 m n. m.).

## Galerie

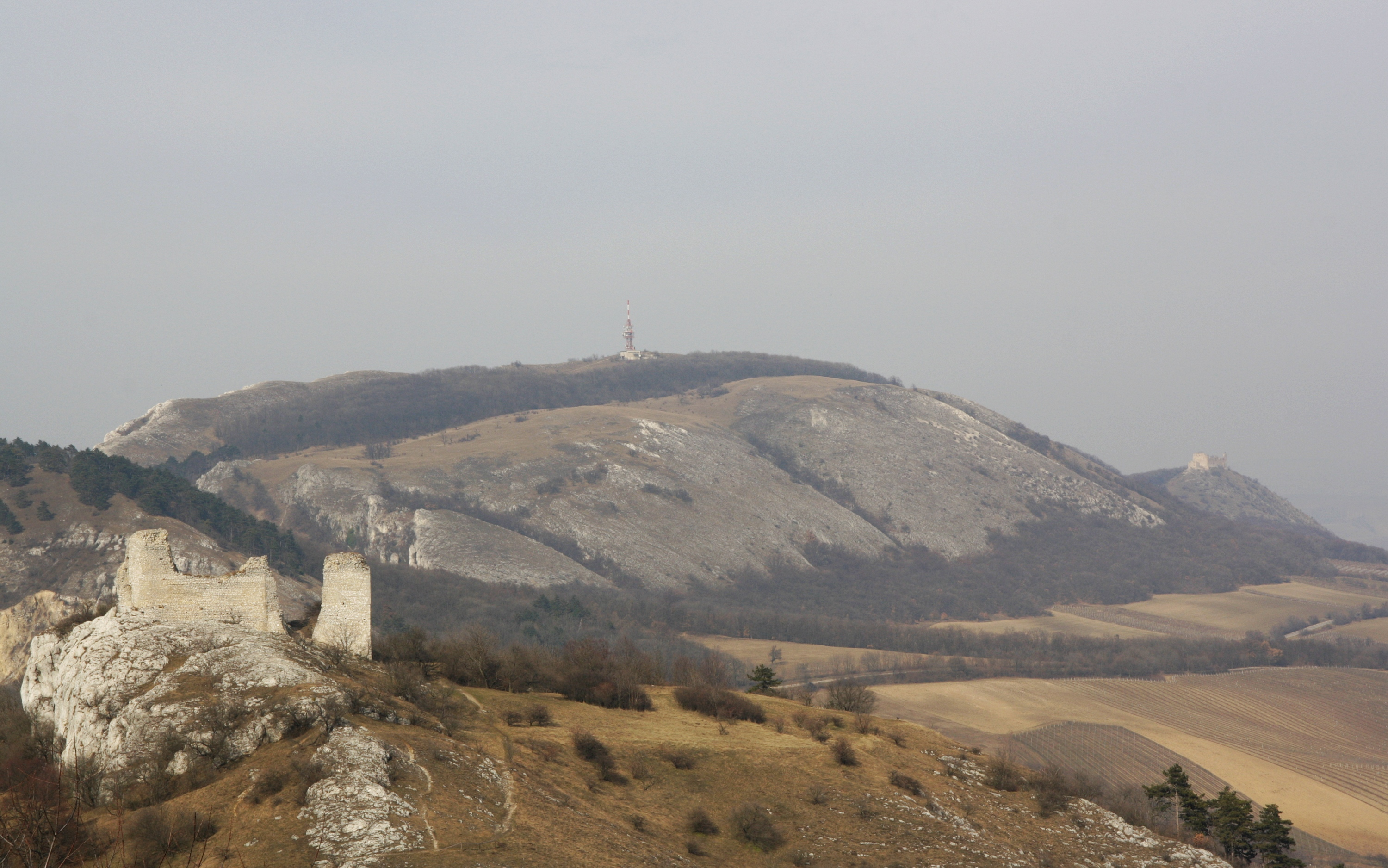
Sirotčí hrádek, Děvín a Děvičky

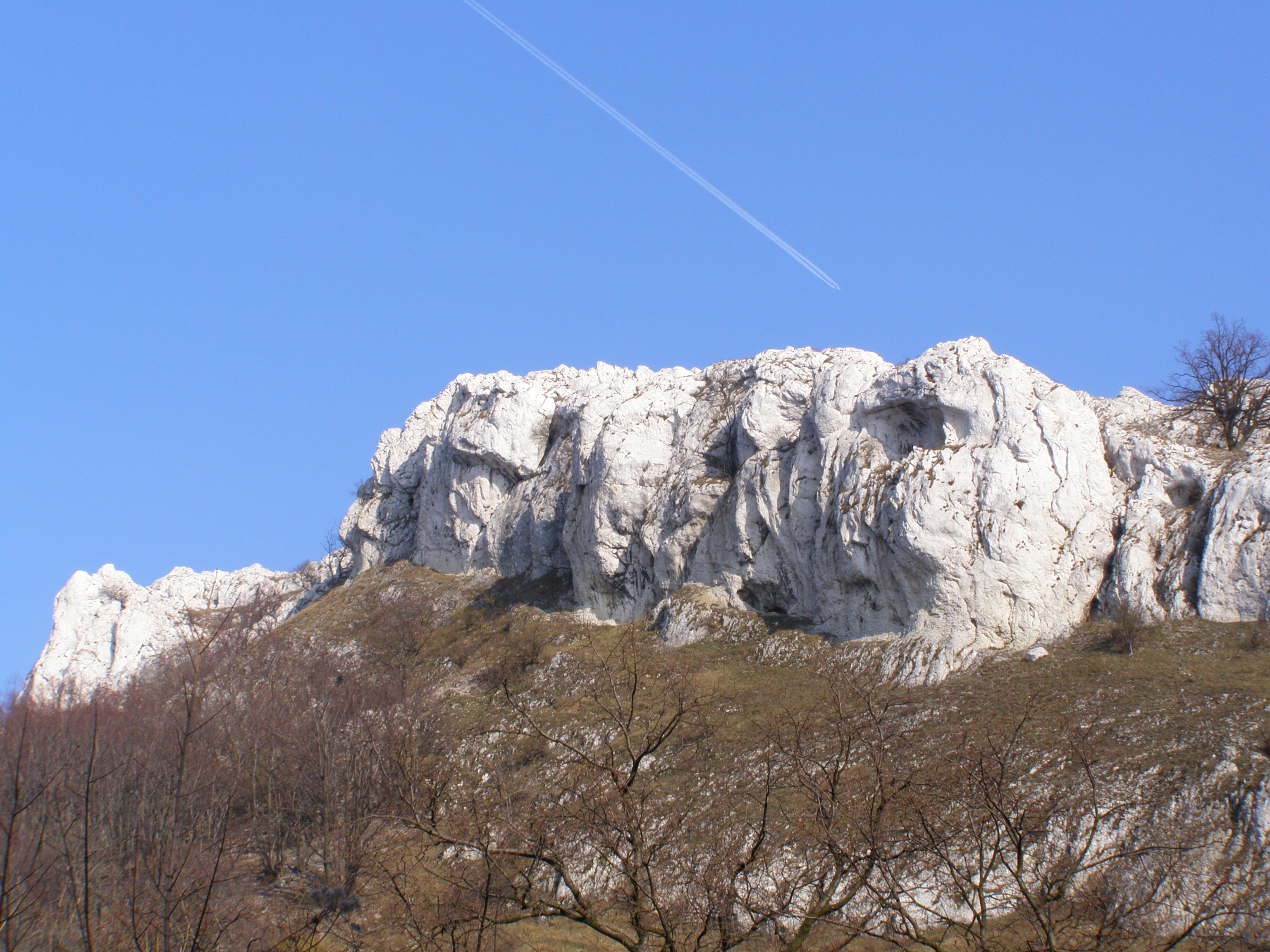
Skály na západním svahu

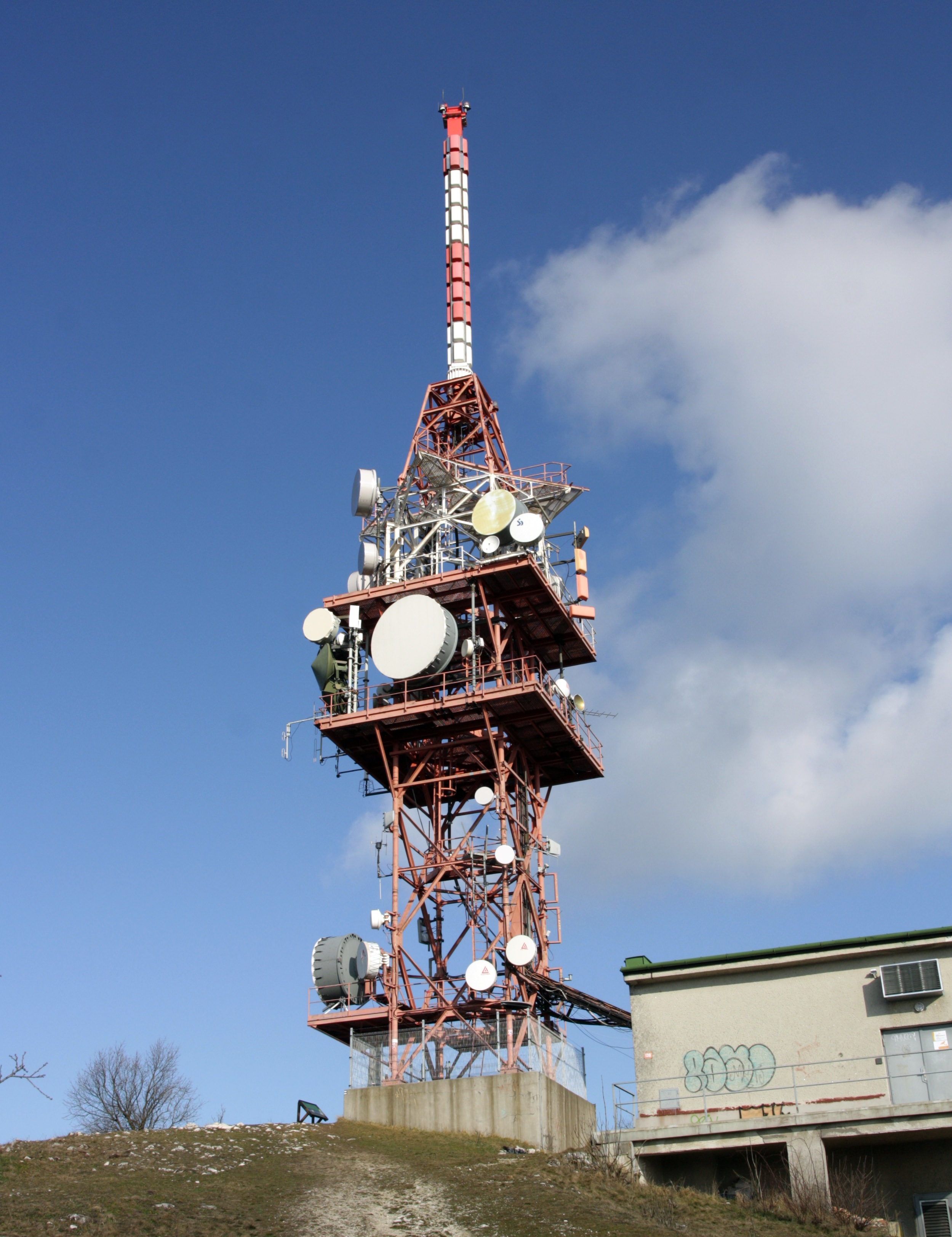
Vysílač